# I Killed the Prom Queen
I Killed the Prom Queen ist eine 2000 in Adelaide, South Australia gegründete Metalcore-Band, welche sich im Jahr 2008 auflöste und sich 2011 wieder zusammengefunden hat.
Von der Originalbesetzung der Band ist lediglich Jona Weinhofen übrig geblieben, nachdem sich JJ Peters im März 2013 entschloss sich auf seine neue Band, Deez Nuts, zu konzentrieren. I Killed the Prom Queen zählen zu den bekanntesten Metalcore-Bands Australiens, nicht zuletzt wegen ihrer intensiven Tourneen in Japan, Nordamerika und Europa. Die Gruppe brachte vor ihrer zwischenzeitlichen Pause mit When Goodbye Means Forever (2003) und Music for the Recently Deceased (2006) zwei Alben heraus – letzteres stieg auf Platz 27 in den heimischen Charts ein. Nach der Schaffenspause folgte 2014 mit Beloved das dritte Studioalbum.
Im April 2007 trennte sich die Gruppe vorläufig, nachdem Jona Weinhofen als Gitarrist bei Bleeding Through einstieg und JJ Peters kurz darauf das Projekt Deez Nuts gründete. Mitte 2008 fand sich die Gruppe für eine Abschiedstournee durch Neuseeland und Australien wieder zusammen. Es erschien eine Live-DVD unter dem Titel Sleepless Nights and City Lights, die auf Platz 50 der ARIA Charts landete. Im Mai 2011 gab die Gruppe bekannt, sich für die Destroy Music Tour erneut zusammenzuschließen. Es wurden außerdem Pläne über die Produktion eines neuen Albums gemacht, das am 14. Februar 2014 unter dem Titel Beloved erschien.

## Geschichte

### 2000–2002: Gründung undChoose to Love, Live or Die
I Killed the Prom Queen gründeten sich in Adelaide, South Australia Ende des Jahres 2000. Die erste Besetzung bestand aus Austin H (Gesang), Jona Weinhofen (E-Gitarre), Simon O’Gorman (E-Gitarre), Ben Engel (E-Bass) und Josef John W Peters (Schlagzeug). Peters, Weinhofen und der spätere Bassist Leaton Rose spielten gemeinsam in einer lokalen Band mit Namen Cur. Anfang des Jahres 2000 verließ Weinhofen Cur um gemeinsam mit Michael Crafter die Band The Fall of Troy zu gründen. Danach gründeten sie die Band I Killed the Prom Queen. Ursprünglich hieß die Gruppe The Rubiks Equation, danach änderten sie den Namen in Left Child Burning. Unter diesem Namen spielten sie ihre erste Show im Reynella Youth Enterprise Centre. Ein Jahr später stieß Crafter als Leadsänger zur Band und Leaton Rose ersetzte Ben Engel als Bassist.
Sowohl von Hardcore-Bands der späten 1990er-Jahre, wie Poison the Well, Converge, Hatebreed und Earth Crisis als auch von Death-Metal-Bands schwedischer Schule, wie At the Gates, Soilwork und In Flames inspiriert, beschlossen die Musiker Ende des Jahres 2001, eine erste EP zu produzieren. Die Arbeiten, welche die Gruppe selbst finanzierte, dauerten bis Anfang des Jahres 2002. Die EP mit vier Stücken heißt Choose to Love, Live or Die und wurde von Paul Degasperi produziert. Auf der EP ist zudem Cain Kapetanakis an der E-Gitarre zu hören. Ursprünglich sollte die EP fünf Stücke beinhalten, jedoch führte ein Glitch dazu, dass das fünfte Stück gänzlich gelöscht wurde. Die EP erschien über das Label 618 Records und wurde später von Final Prayer Records neu aufgelegt. Kurz darauf verließ O’Gorman die Gruppe um bei Day of Contempt als Gitarrist zu spielen. Er wurde durch Kevin Cameron an der Gitarre ersetzt. Choose to Love, Live or Die ist die einzige Veröffentlichung auf der Lee Stacey am Mikrofon zu hören ist. Die Stücke wurden später auf der EP Your Past Comes Back to Haunt You neu eingespielt. Diese sollte 2005 erscheinen.

### 2003–2005:Split mit Parkway DriveundWhen Goodbye Means Forever
Im März des Jahres 2003 verließ Leaton Rose die Band und wurde durch Sean Kennedy als Bassist abgelöst. Rose sollte später zu The Hot Lies stoßen. Weinhofen, Peters, Cameron und Kennedy sollten fortan eine stabile Instrumental-Besetzung werden, trotz der ständigen Wechsel der Sänger in den kommenden Jahren.
Der erste neue Song nach ihrer Demo-EP, Homicide, erschien im Rahmen der Harder Core than You-Kompilation des australischen Blunt Magazins. Crafter war zu demselben Zeitpunkt in Byron Bay auf dem ersten Konzert der lokalen Metalcore-Band Parkway Drive. Er war so beeindruckt, dass er die Band einlud eine Split-CD aufzunehmen. Im Mai 2003 erschien diese Split-CD über Final Prayer Records. Beide Bands spielten je zwei Songs für diese EP ein. Im September bezog die Gruppe das Studio um ihr Debütalbum aufzunehmen. Inzwischen wurde die Band von Resist Records unter Vertrag genommen. Es heißt When Goodbye Means Forever und wurde im Dezember 2003 veröffentlicht. Produzenten waren Dan Jones, Anj und die Band selbst.
Anfang 2004 tourte die Gruppe mit Evergreen Terrace, Boysetsfire und Give Up the Ghost durch Australien. Im März wurde When Goodbye Means Forever in den Vereinigten Staaten über Eulogy Records neu aufgelegt, was zu einer extensiven Tour durch die USA führte. Kurz vor einem Konzert, das die Gruppe auf der Insel Hawaii gab, wurden drei Musiker aufgrund ihres Aussehens gefragt, in welchen Gefängnissen sie eingesessen hätten und was die Eltern über ihre Tätowierungen gesagt haben.
Danach verbrachte die Gruppe knapp vier Monate mit Touren. I Killed the Prom Queen spielten in diesem Zeitraum im Vorprogramm von Bands wie Caliban, It Dies Today, Evergreen Terrace, Lamb of God, Silverstein, Bleeding Through, The Red Chord, Fear Before the March of Flames, Until the End, The Warriors, Between the Buried and Me und On Broken Wings. Am 7. März 2005 erschien die EP Your Past Comes Back to Haunt You. Diese EP enthielt neben den Neuaufnahmen älterer Songs auch den Titel To Be Sleeping While Still Standing, der von The Fall of Troy (nicht mit der gleichnamigen US-amerikanischen Band zu verwechseln), der ehemaligen Band von Michael Crafter und Jona Weinhofen, aufgenommen wurde.

### 2005–2007:Music for the Recently Deceased
Im August 2005 flog die Gruppe nach Schweden um ihr zweites Album, Music for the Recently Deceased, einspielen zu können. Die Arbeiten wurden zwar bereits Ende des Jahres 2005 beendet, doch die Veröffentlichung des Albums musste nach hinten verschoben werden. Grund dafür war, dass die Musiker ihren bisherigen Sänger, Michael Crafter, zu Beginn des Jahres 2006 aus der Band warfen und einen neuen Sänger suchten, der dessen Gesangspart auf dem Album neu einspielte. Diesen fanden die Musiker in dem Briten Ed Butcher, der zu dieser Zeit bei The Hunt for Ida Wave spielte. Es wurden teilweise neue Songtexte von Butcher und Kevin Cameron verfasst, aber es wurden auch ein paar Texte von Crafter beibehalten. Produzenten des Albums waren Fredrik Nordström, der bereits mit Dimmu Borgir, Darkest Hour, At the Gates und In Flames arbeitete und Patrik J. Sten.
Das Album erschien schließlich am 31. Juli 2006 über Stomp Entertainment und platzierte sich in den Top-30 der einheimischen Charts. Die dazugehörige Australien-Konzertreise, die für das Album werben sollte, umfasste ungefähr 50 Auftritte innerhalb von drei Monaten, gefolgt von Support-Tourneen für die US-amerikanischen Bands Lamb of God und Killswitch Engage. Die Show im Luna Park in Sydney wurde von 3,500 Zuschauern besucht, wo die Gruppe auch auf dem Come Together Music Festival spielte. Kurz darauf veröffentlichte Metal Blade Records das Album Music for the Recently Deceased in den USA. Die Gruppe spielte auf dem New England Hardcore and Metal Festival. Nach ihrer inzwischen dritten Tournee durch die Vereinigten Staaten, kehrte die Gruppe für eine weitere Konzertreise nach Australien zurück. Begleitet wurde diese von The Haunted und Exodus. Im Dezember 2006 spielte die Gruppe als Headliner auf dem Metal for the Brain Festival.

### 2007–2008: Trennung und dieSay Goodbye Tour
Im Januar 2007 flog Sänger Ed Butcher zurück ins Vereinigte Königreich. Die Band verkündete, dass man sich von Butcher getrennt habe. Als Grund für den Ausstieg wurde Heimweh angegeben. Butcher wurde später Sänger der Metalcore-Band Eternal Lord. Als Interims-Sänger für die Japan-Tour konnten die Musiker Tyrone Ross von Mourning Tide gewinnen. Auf der Europa-Tour mit Bleeding Through, Caliban und All Shall Perish führte Colin Jeffs von Heavens Lost den Posten des Sängers aus.
Im April 2007 gab die Band ihre Trennung bekannt. Es gab mehrere Beweggründe: Zum einen schafften es die Musiker nicht, einen neuen Sänger zu finden. Zum anderen verließ Jona Weinhofen die Band und schloss sich als Gitarrist Bleeding Through an. Es wurde eine letzte Tour durch Australien vereinbart. Für diese kehrte Michael Crafter ans Mikrofon zurück. Im Mai 2008 wurde anlässlich der Abschiedstournee das Album Music for the Recently Deceased erneut in einer abgezählten Auflage von 5,000 Tonträgern neu veröffentlicht. Die Neupressung beinhaltete zwei Live-Stücke sowie vier von Crafter eingespielten Songs. Die Tour fand im Mai und Juni 2008 statt. Die meisten der 18 Konzerte waren ausverkauft. Als Support traten Bring Me the Horizon, The Ghost Inside und The Red Shore auf. Das Konzert, das die Gruppe in Adelaide gab, wurde für die Produktion eines Live-Albums mit zusätzlicher DVD aufgezeichnet. Dieses Album trägt den Titel Sleepless Nights and City Lights und wurde am 22. November 2008 offiziell herausgebracht. Das Album stieg in die Top-50 der Charts ein. Das letzte Konzert gab die Gruppe am 7. Juni 2008 in Brisbane.

### 2008–2011: Hiatus
Kurz nach der Say Goodbye Tour gründete Michael Crafter mit anderen Musikern die Hardcore-Band Confession. Auch war er für einen kurzen Zeitraum in den Bands Bury Your Dead und Carpathian als Sänger aktiv. Außerdem war er Teilnehmer an der australischen Version des TV-Formates Big Brother im Jahr 2008. Jona Weinhofen schloss sich 2009 Bring Me the Horizon als Gitarrist an. Bei Bring Me the Horizon war er bis zu seinem Ausstieg im Jahr 2013 zudem als Backgroundsänger, Keyboarder und Programer aktiv. Zuvor war er Gitarrist bei Bleeding Through und Manager der australischen Deathcore-Band The Red Shore.
Kevin Cameron gründete gemeinsam mit Ben Coyte die Progressive-Metalcore-Band In Trenches. Zudem war Cameron als Tourmusiker für diverse Bands unterwegs. JJ Peters gründete bereits 2007 das Musikprojekt Deez Nuts, das er inzwischen als eigene Band betreibt. Zudem gründete er mit dem neuseeländischen Musiker Louie Knuxx das Rap-Duo Grips & Tonic. Sean Kennedy unterstützte Deez Nuts als Gitarrist auf nationalen und internationalen Konzertreisen.
Jamie Hope war Bassist der Deathcore-Band The Red Shore, bevor er das Amt des Sängers bekleidete. Seit 2011 ist er Frontsänger der inzwischen neu ins Leben gerufenen Band I Killed the Prom Queen.

### 2011-heute: Reformation und Beloved
Im März 2011 gab I Killed the Prom Queen bekannt eine Reunion-Tournee durch Australien zu planen. Die Gruppe tourte im Mai mit Deez Nuts, Of Mice & Men und The Amity Affliction. Diese Konzertreise war Teil der Destroy Music Tour. Jamie Hope bestätigte auf Facebook, dass die Neugründung für einen längeren Zeitraum und nicht nur für eine Tournee geplant ist. Hope ersetzte die vorherigen Sänger Ed Butcher und Michael Crafter, die es bevorzugten, nicht wieder in der Band einzusteigen, endgültig. Jona Weinhofen spielte zu diesem Zeitpunkt sowohl bei Bring Me the Horizon als auch wieder bei I Killed the Prom Queen.
Im Januar 2012 verkündete Weinhofen, dass die Gruppe an neuem Material für ihr drittes Album arbeite. Die Band wolle zum Jahresende das Studio beziehen, damit das Album bereits Anfang 2013 veröffentlicht werden kann. Allerdings wurde dieser Plan verworfen und ein Veröffentlichungsdatum auf 2014 verschoben. Im Juli 2012 spielte die Gruppe drei Konzerte im Vereinigten Königreich, während ein Auftritt auf dem Sonisphere Festival abgesagt werden musste. Aus den anfänglich drei Shows entwickelte sich eine 17 Konzerte umfassende Europatournee, die durch elf Staaten führte. Weinhofen beschrieb die Tour als etwas Besonderes, da die Band einen hohen Bekanntheitsgrad in Europa genieße.

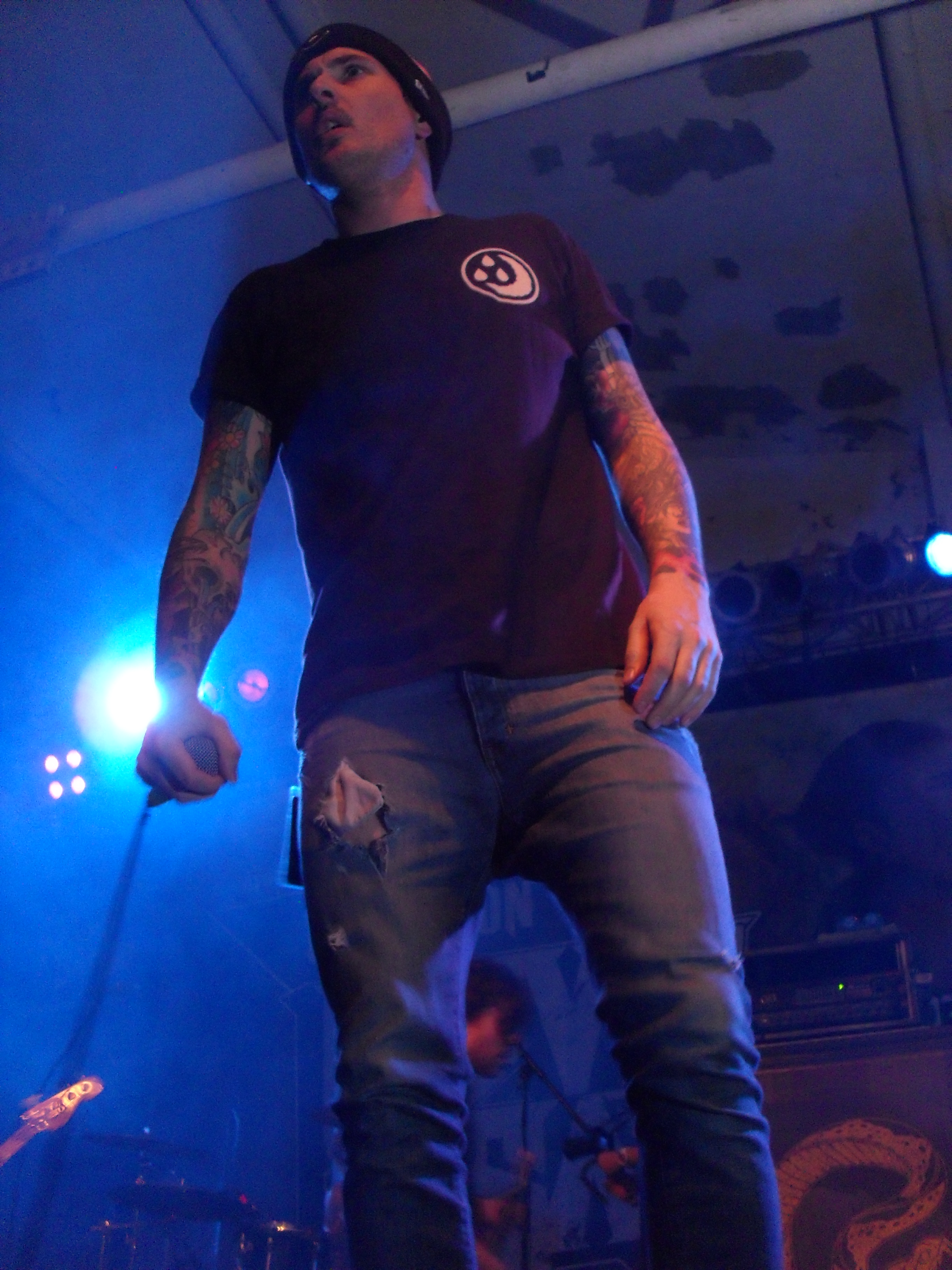
Jamie Hope auf der Never Say Die! Tour 2013 in Köln

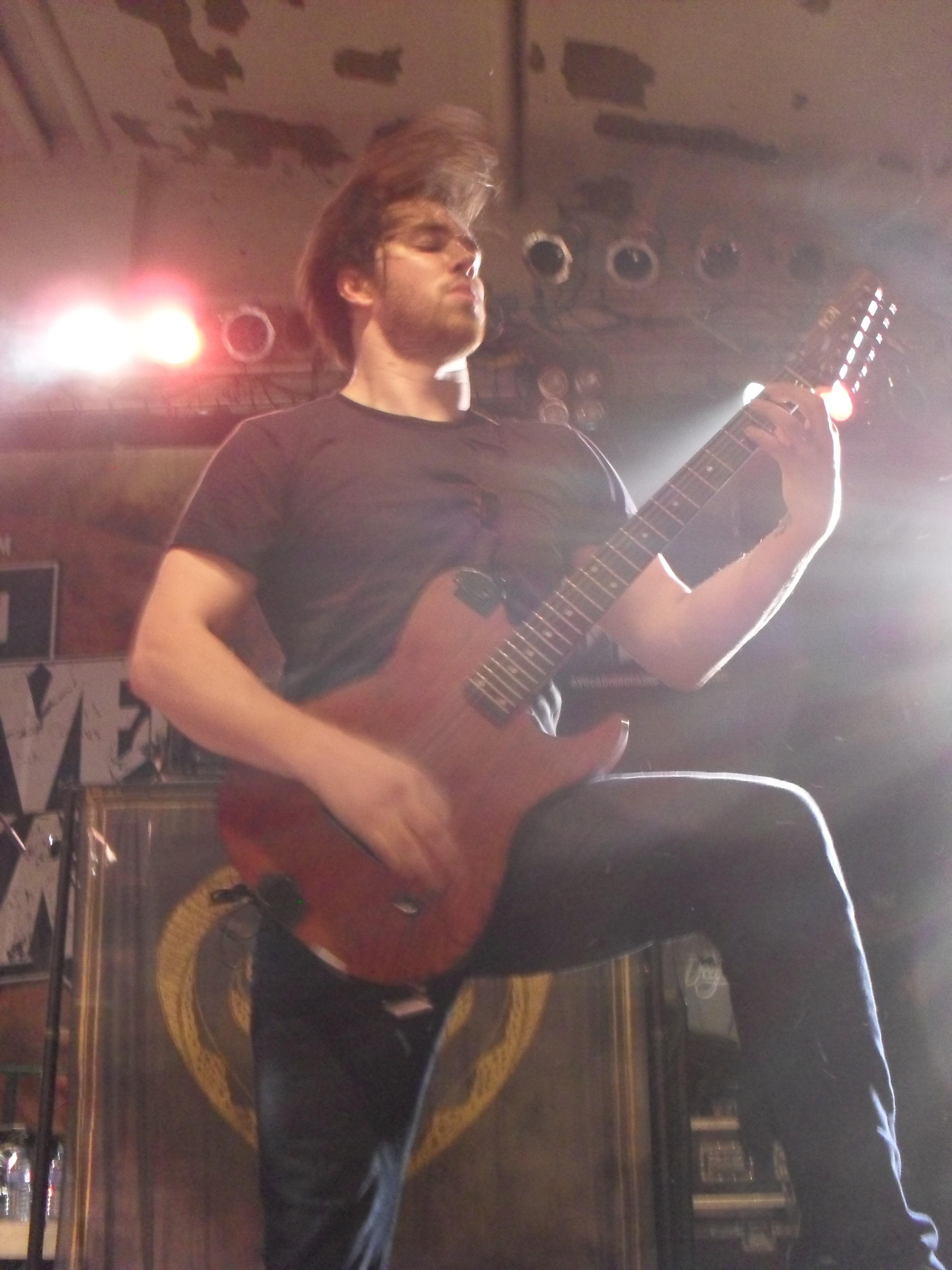
Gitarrist Kevin Cameron in der Essigfabrik im Oktober 2013

Am 21. August 2012 erschien mit Memento Vivere ein neuer Song der Band auf der Video-Plattform YouTube. Das Musikvideo bestand aus einer Collage der letzten Europatournee im Juli. Es ist der erste Song der Band seit ihrer sechsjährigen Abstinenz und zugleich der erste Titel mit Jamie Hope als Frontsänger. Im Dezember 2012 spielte die Band als Vorgruppe von Parkway Drive auf deren Atlas Tour in Australien und Neuseeland. 2012 spielten I Killed the Prom Queen auf mehreren europäischen Musikfestivals, darunter das Earthshakerday Festival, das With Full Force und beim Graspop Metal Meeting. Auf dem With Full Force spielte die Band samstags auf der Hauptbühne mit Ektomorf, Excrementory Grindfuckers, Carnifex, Meshuggah, Cannibal Corpse, Immortal und Heaven Shall Burn. Im Januar 2013 gab Bring Me the Horizon bekannt, sich von Weinhofen aufgrund persönlicher Differenzen als Musiker getrennt zu haben. Kurze Zeit später verkündete Jona Weinhofen, dass er wieder als vollwertiges Mitglied bei I Killed the Prom Queen einsteigen werde. Am 24. März 2013 gab JJ Peters bekannt, sich aus der Band endgültig zurückzuziehen, nachdem er seit der Wiedervereinigung sowohl für Deez Nuts als auch für I Killed the Prom Queen aktiv war. Er will sich zukünftig gezielt auf Deez Nuts fokussieren. Er wurde durch Shane O’Brien ersetzt, der zuvor bei Confession und Buried in Verona spielte. Somit ist Jona Weinhofen das einzig verbliebene Gründungsmitglied bei I Killed the Prom Queen.
Die Band war Vorband für Asking Alexandria auf deren Don’t Pray for Us Tour mit Whitechapel, Chimaira und Motionless in White, welche durch die Vereinigten Staaten führte. Dies war der erste Auftritt der Band in den USA seit sieben Jahren. Es folgte eine Tournee durch Australien mit Buried in Verona als Vorband. Im Oktober 2013 tourte die Gruppe erstmals im Rahmen der Impericon Never Say Die! Tour durch Europa. Auf dieser Konzertreise spielten außerdem Hand of Mercy, Northlane, Hundredth, Betraying the Martyrs, Carnifex und Emmure. Bereits im Juli gab Sean Kennedy seinen Ausstieg aus der Band bekannt. Benjamin Coyte wurde als Ersatz für Kennedy verpflichtet. Seine erste Show mit der Band war auf dem Resurrection Fest in Spanien.
Am 13. November 2013 wurde bekannt, dass die Band einen weltweiten Plattenvertrag mit Epitaph Records abgeschlossen hat. Die Arbeiten an dem neuen Album mit Fredrik Nordström sind ebenfalls abgeschlossen, sodass das Album im Jahr 2014 erscheinen wird. Auch planen die Musiker mehrere Konzertreisen um für das neue Album zu werben. Inzwischen wurde der Name des Albums bekanntgegeben. Es heißt Beloved und wurde am 18. Februar 2014 veröffentlicht. Im Mai 2014 soll I Killed the Prom Queen mit Breakdown of Sanity, The Ghost Inside, The Devil Wears Prada und Caliban im Rahmen der „Progression Tour“ durch Deutschland, Österreich, die Schweiz, Italien und in den Niederlanden touren.
Am 23. Februar 2021 beging der ehemalige Bassist Sean Kennedy Suizid.

## Stil
I Killed the Prom Queen spielt typischen Metalcore als Mischung aus Hardcore und Melodic Death Metal. Bei wenigen Stücken wurde der typische Metalcore-Gesang durch cleanen Gesang ergänzt.
Der Sound der Band wird sowohl von Hardcore-Bands der späten 1990er-Jahre wie Converge, Earth Crisis, Poison the Well und Hatebreed, als auch Death-Metal-Bands der Schweden-Schule, darunter In Flames, Soilwork und At the Gates inspiriert. Im Vergleich zu den meisten Metalcore-Bands ist der Sound melodisch angehaucht.

## Diskografie

### EPs
- 2002: Choose to Love, Live, or Die (Final Prayer)
- 2005: Your Past Comes Back to Haunt You (Resist Records)

### Split-CDs
- 2003: I Killed the Prom Queen/Parkway Drive Split CD (Final Prayer)

### Alben
- 2003: When Goodbye Means Forever (Resist Records, 2004 neu aufgelegt bei Eulogy Recordings)
- 2006: Music for the Recently Deceased (Stomp Records, Metal Blade Records)
- 2014: Beloved (Epitaph Records)

### Live-CDs/DVDs
- 2008: Sleepless Nights and City Lights (Live-DVD; Hand of Hope Records)